# Xã Wye, Quận Perry, Arkansas
Xã Wye (tiếng Anh: Wye Township) là một xã thuộc quận Perry, tiểu bang Arkansas, Hoa Kỳ. Năm 2010, dân số của xã này là 935 người.